# Peter Lühr
Répertoire
En attendant Godot
Peter Lühr (né le 3 mai 1906 à Hambourg, mort le 15 mars 1988 à Munich) est un acteur allemand.

## Biographie
Peter Lühr est le fils d’une famille de commerçants et a son abitur à 17 ans. Il prend des cours de théâtre avec Arnold Marlé à Hambourg. Il a divers engagements à Dessau, Kassel, Düsseldorf (avec Walter Bruno Iltz) et à Leipzig. En 1947, Lühr appartient à l'ensemble du Kammerspiele de Munich. Lühr donne aussi des leçons de théâtre et met en scène.
En raison de sa performance en tant qu’Estragon aux côtés de Thomas Holtzmann dans le rôle de Vladimir dans En attendant Godot par Samuel Beckett dirigée par George Tabori, il est invité au Berliner Theatertreffen en 1984.
Du 2 au 17 juin 2006, le Deutsches Theatermuseum présente une exposition spéciale à l’occasion de son centième anniversaire, sous le titre Peter Lühr - Die unvergesslichen Rollen.

## Filmographie
- 1950 : Der Mann, der zweimal leben wollte
- 1951 : Le Traître
- 1955 : C'est arrivé le 20 Juillet
- 1955 : Unruhige Nacht (téléfilm)
- 1955 : Mon premier amour
- 1957 : Der Richter und sein Henker (téléfilm)
- 1957 : Die große Chance
- 1958 : Die Alkestiade (téléfilm)
- 1958 : Taïga (en)
- 1958 : Wir Wunderkinder
- 1958 : Sebastian Kneipp – Ein großes Leben
- 1959 : Chiens, à vous de crever !
- 1959 : Pris au piège (en)
- 1959 : Les Buddenbrook
- 1960 : Sturm im Wasserglas
- 1964 : Die Party (téléfilm)
- 1964 : Der Hund des Generals (téléfilm)
- 1965 : Ein Wintermärchen (téléfilm)
- 1965 : Abends Kammermusik (téléfilm)
- 1965 : Die letzten Tage der Menschheit (téléfilm)
- 1965 : On murmure dans la ville
- 1966 : Baumeister Solness (téléfilm)
- 1966 : Das Attentat - L.D. Trotzki (téléfilm)
- 1969 : Reise nach Tilsit (téléfilm)
- 1970 : Hier bin ich, mein Vater (téléfilm)
- 1970 : Das Bastardzeichen (téléfilm)
- 1971 : Die Nacht von Lissabon (téléfilm)
- 1972 : Das letzte Paradies (téléfilm)
- 1973 : Olifant (téléfilm)
- 1973 : Prinz Friedrich von Homburg (téléfilm)
- 1974 : Cautio Criminalis (téléfilm)
- 1976 : Das kleine Hofkonzert (téléfilm)
- 1976 : Die Erzählungen Bjelkins (téléfilm)
- 1976 : Der junge Freud (téléfilm)
- 1976 : La Marquise d'O...
- 1976 : Als wär's ein Stück von mir (téléfilm)
- 1977 : Hitler, un film d'Allemagne
- 1982 : Les Confessions du chevalier d'industrie Félix Krull (mini-série)
- 1982 : Le Secret de Veronika Voss
- 1984 : Kaltes Fieber
- 1986 : Welcome in Vienna: Santa Fe
- 1988 : Faust – Vom Himmel durch die Welt zur Hölle